# فؤاد أنور
فؤاد أنور أمين أمين لاعب كرة قدم سعودي سابق. من مواليد 13 أكتوبر، 1972، لعب مع نادي الشباب السعودي طوال مشواره الكروي قبل أن يختتم مسيرته في نادي النصر السعودي.
وهو لاعب جوكر يجيد الهجوم والدفاع وهو صانع ألعاب مميز وكان أسطورة المحور السعودي والخليجي والعربي والآسيوي بشهادة كبار المدربين العالميين وقد شارك مع منتخب السعودية لكرة القدم في كأس العالم لكرة القدم 1994م وسجل هدفين ليساعدهم في التأهل إلى الدور الثاني، وقد شارك في كأس العالم لكرة القدم 1998 وشارك أيضاً مع نادي النصر السعودي بكأس العالم للأندية عام 2000.

## بداياته
كانت بداية فؤاد أنور مع فريق مغمور هو الأحمدي، ولكن نادي الشباب سرعان ماسجله في فئة الناشئين لديه، ومنذ لقائه الأول مع الشباب أمام الدرعية سجل ثلاثة من الأهداف الستة التي آلت إليها المباراة وهو ما دفع إدارة الشباب إلى ترفيعه للفريق الأول مباشرة وكانت أولى مبارياته الرسمية أمام القادسية.
وانضم أنور إلى منتخب الناشئين المشارك في نهائيات كأس العالم في اسكتلندا عام 1989م وساهم في حصوله على اللقب للمرة الأولى في تاريخ المنتخبات العربية، وفي العام ذاته انضم أنور إلى منتخب الشباب المشارك في نهائيات كأس العالم التي استضافتها المملكة واحرزت البرتغال لقب البطلة فيها.

## انطلاقته
منذ عام 1991، بدأ أنور مسيرته مع الألقاب والبداية كانت محلية فهو أول قائد سعودي يرفع كأس دوري خادم الحرمين الشريفين بمسماه الجديد الدوري السعودي اعوام 91-92-93 مع فريق الشباب، ثم توالت الألقاب المحلية فحقق مع الشباب أيضا كأس ولي العهد عام 1996 وعلى الصعيد الخارجي، حقق أنور مع الشباب كأس الاندية العربية ابطال الدوري عام 92 التي اقيمت في قطر على حساب العربي القطري 2-0، ولقب بطولة اندية مجلس التعاون الخليجي عامي 93 و94 في الرياض والكويت على التوالي، وكأس النخبة العربية الأولى عام 95 في الرياض.
وذاع صيت أنور عندما ساهم في تأهل المنتخب السعودي للمرة الأولى إلى نهائيات كأس العالم عام 94 في الولايات المتحدة الأميركية وهناك سجل أنور اسمه على احرف من ذهب بتسجيله أول هدف سعودي في المونديال وتحديدا في مرمى هولندا مانحا «الأخضر» التقدم في المباراة التي انتهت بفوز هولندا بهدفين مقابل هدف.
وفي المباراة الثانية امام المغرب، سجل أنور هدف الفوز ل «الأخضر» من تسديدة بعيدة سكنت الشباك المغربية ليتم اختياره بعد انتهاء المونديال ضمن قائمة أفضل 22 لاعبًا فيه واختير فؤاد أنور أفضل لاعب عربي ونال الكرة الذهبية عطفًا على الإنجازات التي حققها قبل مشاركة المنتخب السعودي في كأس العالم 94 وبعد المونديال، قاد النجم السعودي المنتخب في دورة كأس الخليج العربي الثانية عشرة في الإمارات في العام ذاته إلى احراز اللقب للمرة الأولى في تاريخه.
واختير أنور مع الحارس حسين الصادق ومحمد الخليوي لتمثيل المنتخب في أولمبياد أتلانتا عام 1996 بعد قرار الاستعانة بثلاثة لاعبين تتخطى اعمارهم السن القانونية (23 عامًا)، لكن واجه انتقادات لدى عودته بناء على المستوى المتواضع الذي قدمه وشارك أنور في مونديال 98 في فرنسا إلا أن المشاركة السعودية لم تكن على مستوى الطموحات هذه المرة بسبب التخبطات في اختيار بعض اللاعبين للمنتخب.
وكان أنور أول لاعب سعودي يخوض تجربة احتراف خارج بلاده وتمثلت باحترافه في نادي شوانغ الصيني لكن تجربته لم تدم أكثر من 8 أشهر عاد بعدها لينضم إلى نادي النصر مقابل مليون و300 الف ريال نحو 120 آلاف دولار. ولكي تكتمل مسيرة هذا اللاعب عالميًا، كان له شرف المشاركة مع النصر في بطولة العالم الأولى للاندية التي اقيمت في البرازيل مطلع عام 2000، ونجح في تسجيل هدف في مرمى الرجاء البيضاوي المغربي في المباراة التي انتهت بفوز النصر بأربعة اهداف مقابل ثلاثة.

## انجازاتة الجماعية بالحصول على البطولات مع النادي
- الدوري السعودي الممتاز 1991م.
- الدوري السعودي الممتاز 1992م.
- الدوري السعودي الممتاز 1993م.
- كأس الخليج للأندية 1993م.
- كأس الخليج للأندية 1994م.
- كأس الأندية العربية أبطال الدوري 1994م.
- كأس النخبة العربية 1996م.
- كاس ولي العهد السعودي 1993م.
- كأس ولي العهد السعودي 1996م.
- كاس ولي العهد السعودي 1999م.

## البطولات مع المنتخب
- الحصول على كاس العالم للناشئين 1989م.
- الحصول على كاس الخليج 1994م للمرة الأولى وكان هو هداف البطولة.
- الحصول على كاس آسيا 1996م.
- المشاركة مع المنتخب في كاس العالم 94 و 98م.
- المشاركة مع المنتخب الأولمبي في أولمبياد أتلانتا 96م.

## انجازاتة الشخصية
- أفضل لاعب عربي وحصل على الكرة الذهبية عام 1993م.
- هداف كآس الخليج 1994م وأول سعودي يرفع كاسها.
- اختير ضمن أفضل (22) لاعب شاركوا في مونديال 94م والسعودي الوحيد.
- صاحب أول هدف سعودي في كأس العالم وكان هدفه أمام المنتخب الهولندي.
- أول لاعب سعودي يحرز هدفين في نهائي واحد لكاس العالم امام المغرب وهولندا.
- اللاعب الوحيد الذي شارك في نهائيات كاس العالم بجميع فئاتها السنية بالإضافة إلى كاس العالم للأندية.
- أول لاعب سعودي يحترف خارج السعودية.
- أول قائد سعودي يرفع كأس دوري خادم الحرمين الشريفين بمسماه الجديد الدوري السعودي أعوام 91-92-93 مع الشباب.
- أول لاعب عربي يحمل كأس بطولة النخبة العربية الأولى.
- أول لاعب سعودي يجمع في التسجيل في بطولتي كأس العالم للمنتخبات والأندية
- أول لاعب سعودي يحقق للمنتخب السعودي 3 نقاط في كأس العالم بهدفه على المغرب.

## أعتزاله
أخر مباراة لعبها كانت مع فريق النصر ضد الهلال وأصيب أصابة بالغة في الركبة ولم يشارك بعدها واعلن الاعتزال في نهاية عام 2000م.
وإتجه فؤاد أنور بعد اعتزاله الكره للتدريب، حيث أشرف على ناشئين نادي النصر وناشئين نادي الشباب قبل أن يعتزل التدريب بشكل نهائي.

## روابط خارجية
- فؤاد أنور على موقع الاتحاد الدولي (مؤرشف)  (الإنجليزية)
- فؤاد أنور على موقع الاتحاد الدولي (مؤرشف)  (الإنجليزية)
- فؤاد أنور على موقع قاعدة بيانات كرة القدم.إي يو (الإنجليزية)
- فؤاد أنور على موقع ناشيونال فوتبول تيمز (الإنجليزية)
- فؤاد أنور على موقع كووورة
- فؤاد أنور على موقع أوليمبيديا (الإنجليزية)